# Josh Akognon
Joshua Emmanuel Akognon, detto Josh (Greenbrae, 10 febbraio 1986), è un ex cestista statunitense con cittadinanza nigeriana.

## Carriera
Ha giocato nella NBA con i Dallas Mavericks e nella NBDL con i Canton Charge.
Con la Nigeria ha disputato i Campionati mondiali del 2006, i Campionati africani del 2009 e i Giochi olimpici di Rio de Janeiro 2016.